# Nike Friendlies de 2013
Nike Friendlies 2013 foi um torneio amistoso disputado por equipes com jogadores abaixo de 17 anos (Sub-17).
O torneio, que teve como forma de disputa pontos corridos (todos contra todos), foi disputado nos dias 09 a 15 de dezembro no Premier Sports Campus, em Lake Wood Ranch, na Florida.

## Equipes Participantes
- Brasil (Sub-15)
- Estados Unidos (Sub-17)
- Inglaterra (Sub-17)
- Portugal (Sub-17)

## Jogos
Jogo 1
| 11 de dezembro de 2013 | Brasil           | 2 – 1     | Inglaterra | Premier Sports Campus, Lake Wood Ranch |
|                        | Marcelo · Rafael | Relatório | ?          |                                        |

Jogo 2
|  | Estados Unidos | 2 x 1     | Portugal | Premier Sports Campus, Lake Wood Ranch |
|  |                | Relatório |          |                                        |

Jogo 3
| 12 de dezembro de 2013 | Brasil  | 1 – 1     | Portugal | Premier Sports Campus, Lake Wood Ranch |
| 14:00hs                | Marcelo | Relatório | ?        |                                        |

Jogo 4
|  | Estados Unidos | 5 x 1     | Inglaterra | Premier Sports Campus, Lake Wood Ranch |
|  |                | Relatório |            |                                        |

Jogo 5
|  | Inglaterra | 4 x 3     | Portugal | Premier Sports Campus, Lake Wood Ranch |
|  |            | Relatório |          |                                        |

Jogo 6
|  | Estados Unidos | 4 x 1     | Brasil | Premier Sports Campus, Lake Wood Ranch |
|  |                | Relatório |        |                                        |

## Classificação Final
| Equipe         | V | E | D | Gola A Favor | Gols Contra | Saldo Gols |
| -------------- | - | - | - | ------------ | ----------- | ---------- |
| Estados Unidos | 3 | 0 | 0 | 11           | 3           | +8         |
| Brasil         | 1 | 1 | 1 | 4            | 6           | -2         |
| Inglaterra     | 1 | 0 | 2 | 6            | 10          | -4         |
| Portugal       | 0 | 1 | 2 | 5            | 7           | -2         |

|                | Estados Unidos | Portugal | Brasil | Inglaterra |
| -------------- | -------------- | -------- | ------ | ---------- |
| Estados Unidos | —              | 2–1      | 4–1    | 5–1        |
| Portugal       | 1–2            | —        | 1–1    | 3–4        |
| Brasil         | 1–4            | 1–1      | —      | 2–1        |
| Inglaterra     | 1–5            | 3–4      | 1–2    | —          |

## Premiação

### Campeão
| Nike Friendlies 2013   |
| ---------------------- |
| Estados Unidos Campeão |